# Ingvar Stenbeck
John Alfred Ingvar Stenbeck, född 4 augusti 1917 i Karlsborg, Skaraborgs län, död 5 januari 1988 i Askims församling, var en svensk ingenjör. 
Stenbeck, som var son till major Raoul Stenbeck och Helga Thormählen, avlade studentexamen i Göteborg 1936, utexaminerades från Chalmers tekniska högskola 1941 och avlade reservofficersexamen 1943. Han anställdes på stadsingenjörskontoret i Göteborgs stad 1943, vid Lantmäteristyrelsen 1945, på stadsingenjörskontoret i Borås stad 1946 och var stadsingenjör i Borås stad från 1950. Han var kapten i Fortifikationskårens reserv. Han var vice ordförande för Tekniska förbundet i Borås 1955–1957, sekreterare i Södra Älvsborgs läns naturvårdsförbund 1957 samt ledamot och sekreterare i Borås stads namnberedning från 1953. 
Stenbeck utgav Vattenområdesutredning för staden Borås (1950), Fiskerättsutredning för staden Borås (1964) och Borås stad: karta och vägvisare (1965). Han är begravd på Östra kyrkogården i Göteborg.